# 特殊星系
特殊星系是大小、形狀或構造與眾不同的星系。特殊星系通常是由兩個星系之間的交互作用造成的，也許比典型的星系有更多的塵埃與氣體，或是有較低的表面亮度，也或者有其他的特性，例如相對論性噴流。它們的形狀由於和其他的星系遭遇，在巨大的引力下而呈現出高度的不規則性。像是在哈爾頓的目錄中，特殊星系的符號是"p"或"pec"。

## 外部連結
- Peculiar galaxy （页面存档备份，存于）